# Лунеев, Виктор Васильевич
Ви́ктор Васи́льевич Луне́ев (16 февраля 1932, с. Вознесенское, Порецкий район, Чувашская АССР, РСФСР, СССР — 6 января 2022, Москва) — советский и российский учёный-правовед, специалист в области криминологии, доктор юридических наук, профессор, лауреат Государственной премии Российской Федерации (1999).

## Биография
После окончания в 1962 году военно-юридического факультета Военно-политической академии имени В.И. Ленина по специальности «военный юрист», В.В. Лунеев до 1970 года работал в следственных подразделениях военной прокуратуры Приволжского военного округа.
В 1970 году, после защиты (без отрыва от военной службы) кандидатской диссертации на тему «Мотивация воинских преступлений», он был назначен на кафедру уголовного права и процесса военно-юридического факультета Военно-политической академии, где преподавал криминологию, уголовное право, юридическую статистику и проводил криминологические исследования в сфере проблем борьбы с преступностью в Вооружённых силах СССР. В 1976 году ему было присвоено звание полковника юстиции. В 1980 году В.В. Лунеев защитил докторскую диссертацию на тему «Криминологические проблемы предупреждения преступного поведения военнослужащих».
После увольнения в запас в 1988 году работал в Институте государства и права РАН главным научным сотрудником и заведующим сектором уголовного права и криминологии.

## Научные труды
Автор более 200 научных, научно-публицистических и учебных работ.
- Советская криминология. — М.: Юридическая литература, 1978;
- Мотивация преступного поведения — М.: Наука, 1991;
- Преступность XX века: мировые, региональные и российские тенденции: мировой криминологический анализ. — М.: Норма, 1997;
- Субъективное вменение — М.: Спарк, 2000;
- Преступность XX века. Мировые, региональные и российские тенденции — М.: Волтерс Клувер, 2005;
- Зачем живу? Жизненные и криминологические тернии — М.: Юрлитинформ, 2006;
- Юридическая статистика — М.: Норма, Инфра-М, 2013;
- Криминология — М.: Юрайт, 2014;
- Курс мировой и российской криминологии. В 2-х томах — М.: Юрайт, 2015;
- Эпоха глобализации и преступность — М.: Норма, Инфра-М, 2016.

## Звания, степени и награды
- лауреат Государственной премии Российской Федерации;
- Орден «За службу Родине в Вооружённых Силах СССР»;
- Медаль «За безупречную службу» трёх степеней;
- Медаль «За воинскую доблесть»;
- Нагрудный знак «Ветеран Вооруженных сил СССР»;
- Нагрудный знак «За отличные успехи в работе».